# Grant Doyle
Grant Doyle, né le 9 janvier 1974 à Sydney, est un ancien joueur de tennis professionnel australien.

## Carrière
Vainqueur de l'Open d'Australie junior en simple en 1992 et en double en 1991 et 1992. Il remporte aussi le titre double junior de Roland-Garros 1992.
En 1998, il atteint la finale en simple du Challenger de West Bloomfield mais s'y incline face à Alex O'Brien.
Il a remporté 4 titres en double en Challenger à Bochum en 1994 avec Michael Tebbutt, à Cincinnati en 1994 avec Paul Kilderry, à Granby en 1997 avec Mark Merklein et à Édimbourg en 1997 avec Wayne Arthurs.

## Parcours dans les tournois duGrand Chelem

### En simple
| Année | Open d'Australie | Open d'Australie | Internationaux de France | Internationaux de France | Wimbledon       | Wimbledon   | US Open         | US Open  |
| ----- | ---------------- | ---------------- | ------------------------ | ------------------------ | --------------- | ----------- | --------------- | -------- |
| 1992  | 1er tour (1/64)  | B. Garnett       | —                        | —                        | 1er tour (1/64) | H. Holm     | —               | —        |
| 1993  | 1er tour (1/64)  | N. Kulti         | —                        | —                        | 1er tour (1/64) | D. Rostagno | —               | —        |
| 1994  | —                | —                | —                        | —                        | —               | —           | 1er tour (1/64) | R. Weiss |
| 1995  | 1er tour (1/64)  | W. Black         | —                        | —                        | —               | —           | —               | —        |
| 1996  | —                | —                | 1er tour (1/64)          | G. Rusedski              | —               | —           | —               | —        |
| 1997  | 1er tour (1/64)  | M. Gustafsson    | —                        | —                        | —               | —           | —               | —        |

N.B. : à droite du résultat se trouve le nom de l'ultime adversaire.

### En double
| Année | Open d'Australie               | Open d'Australie           | Internationaux de France | Internationaux de France | Wimbledon                   | Wimbledon            | US Open | US Open |
| ----- | ------------------------------ | -------------------------- | ------------------------ | ------------------------ | --------------------------- | -------------------- | ------- | ------- |
| 1991  | 2e tour (1/16) J. Eagle        | N. Broad G. Muller         | —                        | —                        | —                           | —                    | —       | —       |
| 1992  | 1/8 de finale J. Eagle         | N. Borwick S. Youl         | —                        | —                        | —                           | —                    | —       | —       |
| 1993  | 1er tour (1/32) J. Eagle       | G. Connell P. Galbraith    | —                        | —                        | —                           | —                    | —       | —       |
| 1994  | 2e tour (1/16) H. Denman       | T. Nijssen C. Suk          | —                        | —                        | 1er tour (1/32) P. Kilderry | D. Rikl B. Shelton   | —       | —       |
| 1995  | 1er tour (1/32) P. Kilderry    | G. Connell P. Galbraith    | —                        | —                        | 1er tour (1/32) T. Larkham  | P. Norval M. Oosting | —       | —       |
| 1996  | 1er tour (1/32) B. Ellwood     | M. Knowles D. Nestor       | —                        | —                        | —                           | —                    | —       | —       |
| 1997  | 1er tour (1/32) A. Belobrajdic | K. Kinnear C. Woodruff     | —                        | —                        | —                           | —                    | —       | —       |
| 1998  | 2e tour (1/16) T. Larkham      | T. Woodbridge M. Woodforde | —                        | —                        | —                           | —                    | —       | —       |
| 1999  | 1/8 de finale B. Ellwood       | J. Björkman P. Rafter      | —                        | —                        | —                           | —                    | —       | —       |

N.B. : le nom du ou de la partenaire se trouve sous le résultat ; le nom des ultimes adversaires se trouve à droite.